# Ivan Doroschuk
Ivan Doroschuk, también conocido como Ivan, es un músico y cantante canadiense de origen ucraniano. Fue muy conocido mundialmente como líder del grupo ochentero canadiense Men Without Hats. Doroschuk había nacido en Illinois, Estados Unidos, y en sus años de juventud, él y su familia se trasladaron a Canadá, mudándose a la ciudad de Montreal, Quebec, donde su madre es miembro de la facultad de música en la Montreal's McGill University.

## Discografía
- The Spell (1996)